# نجم بسجس 2024
نجم بسجس 2024 (بالفرنسية: Étoile de Bessèges-Tour du Gard 2024)‏ هو سباق دراجات هوائية من فئة  2.1، وهو الموسم الرابع والخمسين من نجم بسجس، وأقيم خلال الفترة من 31 يناير 2024، وحتى 4 فبراير 2024 ضمن سباقات طواف أوروبا للدراجات 2024.
فاز بالمركز الأول وفي ترتيب النقاط مادس بيدرسن، وفاز بالمركز الثاني وفي ترتيب النقاط للشباب Kévin Vauquelin ‏، وفاز بالمركز الثالث البرتو بيتول، وفاز في ترتيب الفرق ديكاتلون لا مونديال 2024 ‏، وفاز في تصنيف الجبال جوناس إبراهمسين ‏.

## الفرق
| فرق عالمية (7)- Alpecin-Deceuninck - Arkéa-B&B Hotels - Cofidis - Decathlon-AG2R La Mondiale - EF Education-EasyPost - Groupama-FDJ - Lidl-Trek فرق برو (8)- بنجوال باوليز ساوكس دبليو بي ‏ - Equipo Kern Pharma ‏ - Lotto Dstny - Team Solution Tech–Vini Fantini ‏ - سبورت فلاندرين بالويس ‏ - TotalEnergies - سويس ريسينغ أكادمي 2024 ‏ - أونو-إكس موبيليتي ‏ فرق قارية (4)- CIC U Nantes Atlantique ‏ - Nice Métropole Côte d'Azur ‏ - إتش بي بي تي بي – أوبير 93 ‏ - Van Rysel–Roubaix ‏ |  |
| |  |

## المراحل
| قائمة المراحل | قائمة المراحل | قائمة المراحل                         | قائمة المراحل         | قائمة المراحل | قائمة المراحل | قائمة المراحل    | قائمة المراحل  |
| المرحلة       | التاريخ       | الدورة                                |                       | المسافة (كم)  | الارتفاع      | الفائز بالمرحلة  | القائد العام   |
| ------------- | ------------- | ------------------------------------- | --------------------- | ------------- | ------------- | ---------------- | -------------- |
| المرحلة 1     | 31 يناير      | Bellegarde, Gard ‏ – Bellegarde, Gard ‏ | مرحلة مستوية          | 160٫6         | 518 م         | إلغاء المرحلة‏    |                |
| المرحلة 2     | 1 فبراير      | Marguerittes ‏ – Rousson, Gard ‏        | مرحلة التلال          | 163٫58        | 2٬060 م       | Axel Laurance ‏   | Axel Laurance ‏ |
| المرحلة 3     | 2 فبراير      | بسجس – بسجس                           | مرحلة التلال          | 161٫11        | 2٬326 م       | مادس بيدرسن      | مادس بيدرسن    |
| المرحلة 4     | 3 فبراير      | Méjannes-le-Clap ‏ – Méjannes-le-Clap ‏ | مرحلة التلال          | 158٫48        | 1٬801 م       | صموئيل لورو ‏     | مادس بيدرسن    |
| المرحلة 5     | 4 فبراير      | أليس – أليس                           | مرحلة سباق الزمن فردي | 10٫645        | 172 م         | Kévin Vauquelin ‏ | مادس بيدرسن    |

## النتيجة

### مرحلة 1
هي مرحلة مستوية، أقيمت في 31 يناير 2024، وامتدّت لمسافة 160.60 كيلومتر. فاز بالمركز الأول إلغاء المرحلة ‏.

### مرحلة 2
هي مرحلة جبلية، أقيمت في 1 فبراير 2024، وامتدّت لمسافة 163.580 كيلومتر. فاز بالمركز الأول، وتصدر ترتيب النقاط وترتيب النقاط للشباب والترتيب العام في نهاية المرحلة Axel Laurance ‏، وتصدر ترتيب الفرق إف دي جي 2024 ‏، وتصدر ترتيب التسلق Jean-Louis Le Ny ‏.
| التصنيف العام         | التصنيف العام           | التصنيف العام              | التصنيف العام | التصنيف العام |
| العداء                | العداء                  | الفريق                     | الوقت         |               |
| --------------------- | ----------------------- | -------------------------- | ------------- | ------------- |
| 1                     | Axel Laurance ‏          | Alpecin-Deceuninck         | 3 س 57 د 00 ث |               |
| 2                     | مادس بيدرسن             | Lidl-Trek                  | + 4 ث         |               |
| 3                     | Kévin Vauquelin ‏        | Arkéa-B&B Hotels           | + 6 ث         |               |
| 4                     | Kevin Geniets ‏          | Groupama-FDJ               | + 10 ث        |               |
| 5                     | Rémy Rochas ‏            | Groupama-FDJ               | + 14 ث        |               |
| 6                     | برنت فان موير           | Lotto Dstny                | + 14 ث        |               |
| 7                     | بينوا كوسنيفروي         | Decathlon-AG2R La Mondiale | + 17 ث        |               |
| 8                     | Alex Baudin ‏            | Decathlon-AG2R La Mondiale | + 17 ث        |               |
| 9                     | Aurélien Paret-Peintre ‏ | Decathlon-AG2R La Mondiale | + 17 ث        |               |
| 10                    | Jenno Berckmoes ‏        | Lotto Dstny                | + 21 ث        |               |
|                       |                         |                            |               |               |
| مصدر: ProCyclingStats |                         |                            |               |               |

### مرحلة 3
هي مرحلة جبلية، أقيمت في 2 فبراير 2024، وامتدّت لمسافة 161.11 كيلومتر. فاز بالمركز الأول، وتصدر الترتيب العام في نهاية المرحلة وترتيب النقاط مادس بيدرسن، وتصدر ترتيب التسلق جوناس إبراهمسين ‏، وتصدر ترتيب الفرق إف دي جي 2024 ‏، وتصدر ترتيب النقاط للشباب Axel Laurance ‏.
| التصنيف العام         | التصنيف العام           | التصنيف العام              | التصنيف العام | التصنيف العام |
| العداء                | العداء                  | الفريق                     | الوقت         |               |
| --------------------- | ----------------------- | -------------------------- | ------------- | ------------- |
| 1                     | مادس بيدرسن             | Lidl-Trek                  | 7 س 40 د 48 ث |               |
| 2                     | Axel Laurance ‏          | Alpecin-Deceuninck         | + 6 ث         |               |
| 3                     | Kévin Vauquelin ‏        | Arkéa-B&B Hotels           | + 12 ث        |               |
| 4                     | Kevin Geniets ‏          | Groupama-FDJ               | + 16 ث        |               |
| 5                     | برنت فان موير           | Lotto Dstny                | + 20 ث        |               |
| 6                     | Rémy Rochas ‏            | Groupama-FDJ               | + 20 ث        |               |
| 7                     | بينوا كوسنيفروي         | Decathlon-AG2R La Mondiale | + 23 ث        |               |
| 8                     | Aurélien Paret-Peintre ‏ | Decathlon-AG2R La Mondiale | + 23 ث        |               |
| 9                     | Alex Baudin ‏            | Decathlon-AG2R La Mondiale | + 23 ث        |               |
| 10                    | Jenno Berckmoes ‏        | Lotto Dstny                | + 27 ث        |               |
|                       |                         |                            |               |               |
| مصدر: ProCyclingStats |                         |                            |               |               |

### مرحلة 4
هي مرحلة جبلية، أقيمت في 3 فبراير 2024، وامتدّت لمسافة 158.480 كيلومتر. فاز بالمركز الأول صموئيل لورو ‏، وتصدر ترتيب الفرق ديكاتلون لا مونديال 2024 ‏، وتصدر ترتيب التسلق جوناس إبراهمسين ‏، وتصدر الترتيب العام في نهاية المرحلة وترتيب النقاط مادس بيدرسن، وتصدر ترتيب النقاط للشباب Axel Laurance ‏.
| التصنيف العام         | التصنيف العام           | التصنيف العام              | التصنيف العام  | التصنيف العام |
| العداء                | العداء                  | الفريق                     | الوقت          |               |
| --------------------- | ----------------------- | -------------------------- | -------------- | ------------- |
| 1                     | مادس بيدرسن             | Lidl-Trek                  | 11 س 09 د 22 ث |               |
| 2                     | Axel Laurance ‏          | Alpecin-Deceuninck         | + 6 ث          |               |
| 3                     | Kévin Vauquelin ‏        | Arkéa-B&B Hotels           | + 12 ث         |               |
| 4                     | Kevin Geniets ‏          | Groupama-FDJ               | + 16 ث         |               |
| 5                     | برنت فان موير           | Lotto Dstny                | + 20 ث         |               |
| 6                     | Rémy Rochas ‏            | Groupama-FDJ               | + 20 ث         |               |
| 7                     | بينوا كوسنيفروي         | Decathlon-AG2R La Mondiale | + 23 ث         |               |
| 8                     | Aurélien Paret-Peintre ‏ | Decathlon-AG2R La Mondiale | + 23 ث         |               |
| 9                     | Alex Baudin ‏            | Decathlon-AG2R La Mondiale | + 23 ث         |               |
| 10                    | Jenno Berckmoes ‏        | Lotto Dstny                | + 27 ث         |               |
|                       |                         |                            |                |               |
| مصدر: ProCyclingStats |                         |                            |                |               |

### مرحلة 5
هي مرحلة من نوع سباق زمن فردي، أقيمت في 4 فبراير 2024، وامتدّت لمسافة 10.645 كيلومتر. فاز بالمركز الأول، وتصدر ترتيب النقاط للشباب Kévin Vauquelin ‏، وتصدر الترتيب العام في نهاية المرحلة وترتيب النقاط مادس بيدرسن، وتصدر ترتيب التسلق جوناس إبراهمسين ‏، وتصدر ترتيب الفرق ديكاتلون لا مونديال 2024 ‏.

## المشاركون
| EF Education-EasyPost EFE | EF Education-EasyPost EFE   | EF Education-EasyPost EFE |
| ------------------------- | --------------------------- | ------------------------- |
| م                         | عداء                        | مرتبة                     |
| 1                         | ألبرتو بيتول                | 3                         |
| 2                         | Stefan Bissegger ‏           | 67                        |
| 3                         | سيمون كار                   | 83                        |
| 4                         | Ben Healy (cyclist) ‏ (طريق) | 4                         |
| 5                         | Lukas Nerurkar ‏             | 59                        |
| 6                         | شون كوين ‏                   | 68                        |
| 7                         | Darren Rafferty ‏            | 65                        |

| Decathlon-AG2R La Mondiale DAT | Decathlon-AG2R La Mondiale DAT | Decathlon-AG2R La Mondiale DAT |
| ------------------------------ | ------------------------------ | ------------------------------ |
| م                              | عداء                           | مرتبة                          |
| 11                             | بينوا كوسنيفروي                | 13                             |
| 12                             | Alex Baudin ‏                   | 7                              |
| 13                             | يجف دي بوندت                   | 49                             |
| 14                             | Sander De Pestel ‏              | 39                             |
| 15                             | Aurélien Paret-Peintre ‏        | 6                              |
| 16                             | Valentin Retailleau ‏           | 45                             |
| 17                             | دامين توزي                     | 25                             |

| Lidl-Trek LTK | Lidl-Trek LTK   | Lidl-Trek LTK    |
| ------------- | --------------- | ---------------- |
| م             | عداء            | مرتبة            |
| 21            | مادس بيدرسن     | 1                |
| 22            | جوليان برنارد   | 79               |
| 23            | Tim Declercq ‏   | 105              |
| 24            | Daan Hoole ‏     | لم يكمل السباق-3 |
| 25            | اليكس كيرش      | 62               |
| 26            | توم سكوجين      | 11               |
| 27            | Otto Vergaerde ‏ | 107              |

| Cofidis COF | Cofidis COF       | Cofidis COF |
| ----------- | ----------------- | ----------- |
| م           | عداء              | مرتبة       |
| 31          | بنجامين توماس     | 27          |
| 32          | أنتوني بيريز      | 16          |
| 33          | توماس شامبيون     | 22          |
| 34          | ألكسيس غوجيراد    | 60          |
| 36          | Christophe Noppe ‏ | 101         |
| 37          | Harrison Wood ‏    | 85          |

| Alpecin-Deceuninck ADC | Alpecin-Deceuninck ADC           | Alpecin-Deceuninck ADC |
| ---------------------- | -------------------------------- | ---------------------- |
| م                      | عداء                             | مرتبة                  |
| 41                     | Axel Laurance ‏                   | 12                     |
| 42                     | Ramses Debruyne ‏                 | 100                    |
| 43                     | Simon Dehairs ‏                   | 121                    |
| 44                     | Robbe Ghys ‏                      | 123                    |
| 45                     | Timo Kielich ‏                    | 61                     |
| 46                     | إدوارد بلانكايرتإدوارد بلانكايرت | 95                     |
| 47                     | Luca Vergallito ‏                 | 41                     |

| Groupama-FDJ GFC | Groupama-FDJ GFC  | Groupama-FDJ GFC |
| ---------------- | ----------------- | ---------------- |
| م                | عداء              | مرتبة            |
| 51               | Kevin Geniets ‏    | 10               |
| 52               | Cyril Barthe ‏     | 53               |
| 53               | Eddy Le Huitouze ‏ | 110              |
| 54               | كوينتين باشر      | 17               |
| 55               | Rémy Rochas ‏      | 5                |
| 56               | مارك ساريو        | 102              |
| 57               | Thibaud Gruel ‏    | 112              |

| Lotto Dstny LTD | Lotto Dstny LTD    | Lotto Dstny LTD |
| --------------- | ------------------ | --------------- |
| م               | عداء               | مرتبة           |
| 61              | Jenno Berckmoes ‏   | 8               |
| 62              | Jarrad Drizners ‏   | 103             |
| 63              | سيباستيان غرينيار ‏ | 57              |
| 64              | Milan Menten ‏      | 38              |
| 65              | Alec Segaert ‏      | 19              |
| 66              | Lionel Taminiaux ‏  | 93              |
| 67              | برنت فان موير      | 9               |

| Arkéa-B&B Hotels ARK | Arkéa-B&B Hotels ARK | Arkéa-B&B Hotels ARK |
| -------------------- | -------------------- | -------------------- |
| م                    | عداء                 | مرتبة                |
| 71                   | Kévin Vauquelin ‏     | 2                    |
| 72                   | Luca Mozzato ‏        | 114                  |
| 73                   | Mathis Le Berre ‏     | لم يبدأ-5            |
| 74                   | Thibault Guernalec ‏  | 71                   |
| 75                   | Simon Guglielmi ‏     | 89                   |
| 76                   | ألان ريو ‏            | 117                  |

| Arkéa–B&B Hôtels Continentale ‏ ___ | Arkéa–B&B Hôtels Continentale ‏ ___ | Arkéa–B&B Hôtels Continentale ‏ ___ |
| ---------------------------------- | ---------------------------------- | ---------------------------------- |
| م                                  | عداء                               | مرتبة                              |
| 77                                 | Pierre Thierry (cyclist) ‏          | 91                                 |

| أونو-إكس موبيليتي ‏ UXM | أونو-إكس موبيليتي ‏ UXM   | أونو-إكس موبيليتي ‏ UXM |
| ---------------------- | ------------------------ | ---------------------- |
| م                      | عداء                     | مرتبة                  |
| 81                     | ماغنوس كورت نيلسن        | 18                     |
| 82                     | جوناس إبراهمسين ‏         | 87                     |
| 83                     | ماركوس هويلجارد          | 15                     |
| 84                     | Jonas Iversby Hvideberg ‏ | 86                     |
| 85                     | Andreas Leknessund ‏      | 31                     |
| 86                     | ألكسندر كريستوف          | 99                     |
| 87                     | راسموس تيلر              | 51                     |

| TotalEnergies TEN | TotalEnergies TEN   | TotalEnergies TEN |
| ----------------- | ------------------- | ----------------- |
| م                 | عداء                | مرتبة             |
| 91                | Mathieu Burgaudeau ‏ | 14                |
| 92                | توماس بونيت         | 84                |
| 93                | Sandy Dujardin ‏     | 42                |
| 94                | Valentin Ferron ‏    | 44                |
| 95                | Thomas Gachignard ‏  | 63                |
| 96                | Fabien Grellier ‏    | 104               |
| 97                | الكسيس فويليرموز    | 54                |

| سويس ريسينغ أكادمي ‏ TUD | سويس ريسينغ أكادمي ‏ TUD | سويس ريسينغ أكادمي ‏ TUD |
| ----------------------- | ----------------------- | ----------------------- |
| م                       | عداء                    | مرتبة                   |
| 101                     | Marco Brenner ‏          | 56                      |
| 102                     | جاكوب أريكسون ‏          | 113                     |
| 103                     | Miká Heming ‏            | 64                      |
| 104                     | Arthur Kluckers ‏        | 35                      |
| 105                     | لوكاس أريكسون (طريق)    | 80                      |
| 106                     | Florian Stork ‏          | 29                      |
| 107                     | Nils Brun ‏              | 34                      |

| سبورت فلاندرين بالويس ‏ TFB | سبورت فلاندرين بالويس ‏ TFB | سبورت فلاندرين بالويس ‏ TFB |
| -------------------------- | -------------------------- | -------------------------- |
| م                          | عداء                       | مرتبة                      |
| 111                        | Arno Claeys ‏               | 120                        |
| 112                        | أليكس كولمان ‏              | 70                         |
| 113                        | غيليس دي وايلد ‏            | OTL-5                      |
| 114                        | Jules Hesters ‏             | 122                        |
| 115                        | Vincent Van Hemelen ‏       | 43                         |
| 116                        | Kamiel Bonneu ‏             | 90                         |
| 117                        | Ward Vanhoof ‏              | 58                         |

| Team Solution Tech–Vini Fantini ‏ COR | Team Solution Tech–Vini Fantini ‏ COR | Team Solution Tech–Vini Fantini ‏ COR |
| ------------------------------------ | ------------------------------------ | ------------------------------------ |
| م                                    | عداء                                 | مرتبة                                |
| 121                                  | فاليريو كونتي                        | 74                                   |
| 122                                  | Valentin Darbellay ‏                  | 98                                   |
| 123                                  | Marco Murgano ‏                       | 78                                   |
| 124                                  | Jan Stöckli ‏                         | 72                                   |
| 125                                  | Etienne van Empel ‏                   | 115                                  |
| 126                                  | Alessandro Monaco ‏                   | لم يكمل السباق-3                     |
| 127                                  | Andrii Ponomar ‏                      | 32                                   |

| بنجوال باوليز ساوكس دبليو بي ‏ BWB | بنجوال باوليز ساوكس دبليو بي ‏ BWB | بنجوال باوليز ساوكس دبليو بي ‏ BWB |
| --------------------------------- | --------------------------------- | --------------------------------- |
| م                                 | عداء                              | مرتبة                             |
| 131                               | Cériel Desal ‏                     | 73                                |
| 132                               | Luca De Meester ‏                  | OTL-5                             |
| 133                               | Luca Van Boven ‏                   | 50                                |
| 134                               | Jelle Vermoote ‏                   | 76                                |
| 135                               | Kenneth Van Rooy ‏                 | 36                                |
| 136                               | Giacomo Villa ‏                    | 48                                |
| 137                               | Louka Matthys ‏                    | 46                                |

| Equipo Kern Pharma ‏ EKP | Equipo Kern Pharma ‏ EKP | Equipo Kern Pharma ‏ EKP |
| ----------------------- | ----------------------- | ----------------------- |
| م                       | عداء                    | مرتبة                   |
| 141                     | Pau Miquel ‏             | 33                      |
| 142                     | Urko Berrade ‏           | 20                      |
| 143                     | Danny van der Tuuk ‏     | 118                     |
| 144                     | مارتي ماركيز            | 116                     |
| 145                     | فرنسيسكو غالفان         | 30                      |
| 146                     | Mikel Retegi ‏           | 106                     |
| 147                     | Hugo Aznar ‏             | OTL-2                   |

| إتش بي بي تي بي – أوبير 93 ‏ AUB | إتش بي بي تي بي – أوبير 93 ‏ AUB | إتش بي بي تي بي – أوبير 93 ‏ AUB |
| ------------------------------- | ------------------------------- | ------------------------------- |
| م                               | عداء                            | مرتبة                           |
| 151                             | Alexandre Delettre ‏             | 21                              |
| 152                             | جيريمي كابوت                    | 24                              |
| 153                             | Romain Cardis ‏                  | 88                              |
| 154                             | Dillon Corkery ‏                 | 82                              |
| 155                             | Joris Delbove ‏                  | 37                              |
| 156                             | Jérémy Lecroq ‏                  | 119                             |
| 157                             | Théo Delacroix ‏                 | 81                              |

| Van Rysel–Roubaix ‏ VRR | Van Rysel–Roubaix ‏ VRR | Van Rysel–Roubaix ‏ VRR |
| ---------------------- | ---------------------- | ---------------------- |
| م                      | عداء                   | مرتبة                  |
| 161                    | كيني مولي              | 75                     |
| 162                    | Rémi Capron ‏           | 47                     |
| 163                    | Maxime Jarnet ‏         | 40                     |
| 164                    | Maximilien Juillard ‏   | 69                     |
| 165                    | صموئيل لورو ‏           | 26                     |
| 166                    | ايمانويل مورين         | 66                     |
| 167                    | Valentin Tabellion ‏    | 77                     |

| CIC U Nantes Atlantique ‏ UCN | CIC U Nantes Atlantique ‏ UCN | CIC U Nantes Atlantique ‏ UCN |
| ---------------------------- | ---------------------------- | ---------------------------- |
| م                            | عداء                         | مرتبة                        |
| 171                          | Pierre-Henry Basset ‏         | 55                           |
| 172                          | Enzo Boulet ‏                 | 108                          |
| 173                          | Clément Braz Afonso ‏         | 23                           |
| 174                          | Léo Danès ‏                   | 94                           |
| 175                          | Maël Guégan ‏                 | 97                           |
| 176                          | Matisse Julien ‏              | 92                           |
| 177                          | Jon Rye-Johnsen ‏             | لم يبدأ-5                    |

| Nice Métropole Côte d'Azur ‏ NMC | Nice Métropole Côte d'Azur ‏ NMC | Nice Métropole Côte d'Azur ‏ NMC |
| ------------------------------- | ------------------------------- | ------------------------------- |
| م                               | عداء                            | مرتبة                           |
| 181                             | Jonathan Couanon ‏               | 52                              |
| 182                             | Damien Girard (cyclist) ‏        | OTL-5                           |
| 183                             | Paul Hennequin ‏                 | 124                             |
| 184                             | Jean-Louis Le Ny ‏               | 111                             |
| 185                             | Andrea Mifsud ‏                  | 28                              |
| 186                             | Alexander Konijn ‏               | 109                             |
| 187                             | Melvin Crommelinck ‏             | 96                              |

| EF Education-EasyPost EFE | EF Education-EasyPost EFE   | EF Education-EasyPost EFE |
| ------------------------- | --------------------------- | ------------------------- |
| م                         | عداء                        | مرتبة                     |
| 1                         | ألبرتو بيتول                | 3                         |
| 2                         | Stefan Bissegger ‏           | 67                        |
| 3                         | سيمون كار                   | 83                        |
| 4                         | Ben Healy (cyclist) ‏ (طريق) | 4                         |
| 5                         | Lukas Nerurkar ‏             | 59                        |
| 6                         | شون كوين ‏                   | 68                        |
| 7                         | Darren Rafferty ‏            | 65                        |

| Decathlon-AG2R La Mondiale DAT | Decathlon-AG2R La Mondiale DAT | Decathlon-AG2R La Mondiale DAT |
| ------------------------------ | ------------------------------ | ------------------------------ |
| م                              | عداء                           | مرتبة                          |
| 11                             | بينوا كوسنيفروي                | 13                             |
| 12                             | Alex Baudin ‏                   | 7                              |
| 13                             | يجف دي بوندت                   | 49                             |
| 14                             | Sander De Pestel ‏              | 39                             |
| 15                             | Aurélien Paret-Peintre ‏        | 6                              |
| 16                             | Valentin Retailleau ‏           | 45                             |
| 17                             | دامين توزي                     | 25                             |

| Lidl-Trek LTK | Lidl-Trek LTK   | Lidl-Trek LTK    |
| ------------- | --------------- | ---------------- |
| م             | عداء            | مرتبة            |
| 21            | مادس بيدرسن     | 1                |
| 22            | جوليان برنارد   | 79               |
| 23            | Tim Declercq ‏   | 105              |
| 24            | Daan Hoole ‏     | لم يكمل السباق-3 |
| 25            | اليكس كيرش      | 62               |
| 26            | توم سكوجين      | 11               |
| 27            | Otto Vergaerde ‏ | 107              |

| Cofidis COF | Cofidis COF       | Cofidis COF |
| ----------- | ----------------- | ----------- |
| م           | عداء              | مرتبة       |
| 31          | بنجامين توماس     | 27          |
| 32          | أنتوني بيريز      | 16          |
| 33          | توماس شامبيون     | 22          |
| 34          | ألكسيس غوجيراد    | 60          |
| 36          | Christophe Noppe ‏ | 101         |
| 37          | Harrison Wood ‏    | 85          |

| Alpecin-Deceuninck ADC | Alpecin-Deceuninck ADC           | Alpecin-Deceuninck ADC |
| ---------------------- | -------------------------------- | ---------------------- |
| م                      | عداء                             | مرتبة                  |
| 41                     | Axel Laurance ‏                   | 12                     |
| 42                     | Ramses Debruyne ‏                 | 100                    |
| 43                     | Simon Dehairs ‏                   | 121                    |
| 44                     | Robbe Ghys ‏                      | 123                    |
| 45                     | Timo Kielich ‏                    | 61                     |
| 46                     | إدوارد بلانكايرتإدوارد بلانكايرت | 95                     |
| 47                     | Luca Vergallito ‏                 | 41                     |

| Groupama-FDJ GFC | Groupama-FDJ GFC  | Groupama-FDJ GFC |
| ---------------- | ----------------- | ---------------- |
| م                | عداء              | مرتبة            |
| 51               | Kevin Geniets ‏    | 10               |
| 52               | Cyril Barthe ‏     | 53               |
| 53               | Eddy Le Huitouze ‏ | 110              |
| 54               | كوينتين باشر      | 17               |
| 55               | Rémy Rochas ‏      | 5                |
| 56               | مارك ساريو        | 102              |
| 57               | Thibaud Gruel ‏    | 112              |

| Lotto Dstny LTD | Lotto Dstny LTD    | Lotto Dstny LTD |
| --------------- | ------------------ | --------------- |
| م               | عداء               | مرتبة           |
| 61              | Jenno Berckmoes ‏   | 8               |
| 62              | Jarrad Drizners ‏   | 103             |
| 63              | سيباستيان غرينيار ‏ | 57              |
| 64              | Milan Menten ‏      | 38              |
| 65              | Alec Segaert ‏      | 19              |
| 66              | Lionel Taminiaux ‏  | 93              |
| 67              | برنت فان موير      | 9               |

| Arkéa-B&B Hotels ARK | Arkéa-B&B Hotels ARK | Arkéa-B&B Hotels ARK |
| -------------------- | -------------------- | -------------------- |
| م                    | عداء                 | مرتبة                |
| 71                   | Kévin Vauquelin ‏     | 2                    |
| 72                   | Luca Mozzato ‏        | 114                  |
| 73                   | Mathis Le Berre ‏     | لم يبدأ-5            |
| 74                   | Thibault Guernalec ‏  | 71                   |
| 75                   | Simon Guglielmi ‏     | 89                   |
| 76                   | ألان ريو ‏            | 117                  |

| Arkéa–B&B Hôtels Continentale ‏ ___ | Arkéa–B&B Hôtels Continentale ‏ ___ | Arkéa–B&B Hôtels Continentale ‏ ___ |
| ---------------------------------- | ---------------------------------- | ---------------------------------- |
| م                                  | عداء                               | مرتبة                              |
| 77                                 | Pierre Thierry (cyclist) ‏          | 91                                 |

| أونو-إكس موبيليتي ‏ UXM | أونو-إكس موبيليتي ‏ UXM   | أونو-إكس موبيليتي ‏ UXM |
| ---------------------- | ------------------------ | ---------------------- |
| م                      | عداء                     | مرتبة                  |
| 81                     | ماغنوس كورت نيلسن        | 18                     |
| 82                     | جوناس إبراهمسين ‏         | 87                     |
| 83                     | ماركوس هويلجارد          | 15                     |
| 84                     | Jonas Iversby Hvideberg ‏ | 86                     |
| 85                     | Andreas Leknessund ‏      | 31                     |
| 86                     | ألكسندر كريستوف          | 99                     |
| 87                     | راسموس تيلر              | 51                     |

| TotalEnergies TEN | TotalEnergies TEN   | TotalEnergies TEN |
| ----------------- | ------------------- | ----------------- |
| م                 | عداء                | مرتبة             |
| 91                | Mathieu Burgaudeau ‏ | 14                |
| 92                | توماس بونيت         | 84                |
| 93                | Sandy Dujardin ‏     | 42                |
| 94                | Valentin Ferron ‏    | 44                |
| 95                | Thomas Gachignard ‏  | 63                |
| 96                | Fabien Grellier ‏    | 104               |
| 97                | الكسيس فويليرموز    | 54                |

| سويس ريسينغ أكادمي ‏ TUD | سويس ريسينغ أكادمي ‏ TUD | سويس ريسينغ أكادمي ‏ TUD |
| ----------------------- | ----------------------- | ----------------------- |
| م                       | عداء                    | مرتبة                   |
| 101                     | Marco Brenner ‏          | 56                      |
| 102                     | جاكوب أريكسون ‏          | 113                     |
| 103                     | Miká Heming ‏            | 64                      |
| 104                     | Arthur Kluckers ‏        | 35                      |
| 105                     | لوكاس أريكسون (طريق)    | 80                      |
| 106                     | Florian Stork ‏          | 29                      |
| 107                     | Nils Brun ‏              | 34                      |

| سبورت فلاندرين بالويس ‏ TFB | سبورت فلاندرين بالويس ‏ TFB | سبورت فلاندرين بالويس ‏ TFB |
| -------------------------- | -------------------------- | -------------------------- |
| م                          | عداء                       | مرتبة                      |
| 111                        | Arno Claeys ‏               | 120                        |
| 112                        | أليكس كولمان ‏              | 70                         |
| 113                        | غيليس دي وايلد ‏            | OTL-5                      |
| 114                        | Jules Hesters ‏             | 122                        |
| 115                        | Vincent Van Hemelen ‏       | 43                         |
| 116                        | Kamiel Bonneu ‏             | 90                         |
| 117                        | Ward Vanhoof ‏              | 58                         |

| Team Solution Tech–Vini Fantini ‏ COR | Team Solution Tech–Vini Fantini ‏ COR | Team Solution Tech–Vini Fantini ‏ COR |
| ------------------------------------ | ------------------------------------ | ------------------------------------ |
| م                                    | عداء                                 | مرتبة                                |
| 121                                  | فاليريو كونتي                        | 74                                   |
| 122                                  | Valentin Darbellay ‏                  | 98                                   |
| 123                                  | Marco Murgano ‏                       | 78                                   |
| 124                                  | Jan Stöckli ‏                         | 72                                   |
| 125                                  | Etienne van Empel ‏                   | 115                                  |
| 126                                  | Alessandro Monaco ‏                   | لم يكمل السباق-3                     |
| 127                                  | Andrii Ponomar ‏                      | 32                                   |

| بنجوال باوليز ساوكس دبليو بي ‏ BWB | بنجوال باوليز ساوكس دبليو بي ‏ BWB | بنجوال باوليز ساوكس دبليو بي ‏ BWB |
| --------------------------------- | --------------------------------- | --------------------------------- |
| م                                 | عداء                              | مرتبة                             |
| 131                               | Cériel Desal ‏                     | 73                                |
| 132                               | Luca De Meester ‏                  | OTL-5                             |
| 133                               | Luca Van Boven ‏                   | 50                                |
| 134                               | Jelle Vermoote ‏                   | 76                                |
| 135                               | Kenneth Van Rooy ‏                 | 36                                |
| 136                               | Giacomo Villa ‏                    | 48                                |
| 137                               | Louka Matthys ‏                    | 46                                |

| Equipo Kern Pharma ‏ EKP | Equipo Kern Pharma ‏ EKP | Equipo Kern Pharma ‏ EKP |
| ----------------------- | ----------------------- | ----------------------- |
| م                       | عداء                    | مرتبة                   |
| 141                     | Pau Miquel ‏             | 33                      |
| 142                     | Urko Berrade ‏           | 20                      |
| 143                     | Danny van der Tuuk ‏     | 118                     |
| 144                     | مارتي ماركيز            | 116                     |
| 145                     | فرنسيسكو غالفان         | 30                      |
| 146                     | Mikel Retegi ‏           | 106                     |
| 147                     | Hugo Aznar ‏             | OTL-2                   |

| إتش بي بي تي بي – أوبير 93 ‏ AUB | إتش بي بي تي بي – أوبير 93 ‏ AUB | إتش بي بي تي بي – أوبير 93 ‏ AUB |
| ------------------------------- | ------------------------------- | ------------------------------- |
| م                               | عداء                            | مرتبة                           |
| 151                             | Alexandre Delettre ‏             | 21                              |
| 152                             | جيريمي كابوت                    | 24                              |
| 153                             | Romain Cardis ‏                  | 88                              |
| 154                             | Dillon Corkery ‏                 | 82                              |
| 155                             | Joris Delbove ‏                  | 37                              |
| 156                             | Jérémy Lecroq ‏                  | 119                             |
| 157                             | Théo Delacroix ‏                 | 81                              |

| Van Rysel–Roubaix ‏ VRR | Van Rysel–Roubaix ‏ VRR | Van Rysel–Roubaix ‏ VRR |
| ---------------------- | ---------------------- | ---------------------- |
| م                      | عداء                   | مرتبة                  |
| 161                    | كيني مولي              | 75                     |
| 162                    | Rémi Capron ‏           | 47                     |
| 163                    | Maxime Jarnet ‏         | 40                     |
| 164                    | Maximilien Juillard ‏   | 69                     |
| 165                    | صموئيل لورو ‏           | 26                     |
| 166                    | ايمانويل مورين         | 66                     |
| 167                    | Valentin Tabellion ‏    | 77                     |

| CIC U Nantes Atlantique ‏ UCN | CIC U Nantes Atlantique ‏ UCN | CIC U Nantes Atlantique ‏ UCN |
| ---------------------------- | ---------------------------- | ---------------------------- |
| م                            | عداء                         | مرتبة                        |
| 171                          | Pierre-Henry Basset ‏         | 55                           |
| 172                          | Enzo Boulet ‏                 | 108                          |
| 173                          | Clément Braz Afonso ‏         | 23                           |
| 174                          | Léo Danès ‏                   | 94                           |
| 175                          | Maël Guégan ‏                 | 97                           |
| 176                          | Matisse Julien ‏              | 92                           |
| 177                          | Jon Rye-Johnsen ‏             | لم يبدأ-5                    |

| Nice Métropole Côte d'Azur ‏ NMC | Nice Métropole Côte d'Azur ‏ NMC | Nice Métropole Côte d'Azur ‏ NMC |
| ------------------------------- | ------------------------------- | ------------------------------- |
| م                               | عداء                            | مرتبة                           |
| 181                             | Jonathan Couanon ‏               | 52                              |
| 182                             | Damien Girard (cyclist) ‏        | OTL-5                           |
| 183                             | Paul Hennequin ‏                 | 124                             |
| 184                             | Jean-Louis Le Ny ‏               | 111                             |
| 185                             | Andrea Mifsud ‏                  | 28                              |
| 186                             | Alexander Konijn ‏               | 109                             |
| 187                             | Melvin Crommelinck ‏             | 96                              |

## التصنيف العام النهائي
| التصنيف العام         | التصنيف العام           | التصنيف العام              | التصنيف العام  | التصنيف العام |
| العداء                | العداء                  | الفريق                     | الوقت          |               |
| --------------------- | ----------------------- | -------------------------- | -------------- | ------------- |
| 1                     | مادس بيدرسن             | Lidl-Trek                  | 11 س 00 د 58 ث |               |
| 2                     | Kévin Vauquelin ‏        | Arkéa-B&B Hotels           | + 2 ث          |               |
| 3                     | ألبرتو بيتول            | EF Education-EasyPost      | + 32 ث         |               |
| 4                     | Ben Healy (cyclist) ‏    | EF Education-EasyPost      | + 43 ث         |               |
| 5                     | Rémy Rochas ‏            | Groupama-FDJ               | + 51 ث         |               |
| 6                     | Aurélien Paret-Peintre ‏ | Decathlon-AG2R La Mondiale | + 51 ث         |               |
| 7                     | Alex Baudin ‏            | Decathlon-AG2R La Mondiale | + 54 ث         |               |
| 8                     | Jenno Berckmoes ‏        | Lotto Dstny                | + 56 ث         |               |
| 9                     | برنت فان موير           | Lotto Dstny                | + 58 ث         |               |
| 10                    | Kevin Geniets ‏          | Groupama-FDJ               | + 59 ث         |               |
|                       |                         |                            |                |               |
| مصدر: ProCyclingStats |                         |                            |                |               |

### تصنيف النقاط
| تصنيف النقاط          | تصنيف النقاط     | تصنيف النقاط          | تصنيف النقاط | تصنيف النقاط |
| العداء                | العداء           | الفريق                | النقاط       |              |
| --------------------- | ---------------- | --------------------- | ------------ | ------------ |
| 1                     | مادس بيدرسن      | Lidl-Trek             | 72 نقطة      |              |
| 2                     | Kévin Vauquelin ‏ | Arkéa-B&B Hotels      | 42 نقطة      |              |
| 3                     | Axel Laurance ‏   | Alpecin-Deceuninck    | 37 نقطة      |              |
| 4                     | صموئيل لورو ‏     | Van Rysel–Roubaix ‏    | 35 نقطة      |              |
| 5                     | ألبرتو بيتول     | EF Education-EasyPost | 30 نقطة      |              |
|                       |                  |                       |              |              |
| مصدر: ProCyclingStats |                  |                       |              |              |

### تصنيف الجبال
| تصنيف الجبال          | تصنيف الجبال      | تصنيف الجبال                | تصنيف الجبال | تصنيف الجبال |
| العداء                | العداء            | الفريق                      | النقاط       |              |
| --------------------- | ----------------- | --------------------------- | ------------ | ------------ |
| 1                     | جوناس إبراهمسين ‏  | أونو اكس برو سايكلنج تيم ‏   | 42 نقطة      |              |
| 2                     | Jean-Louis Le Ny ‏ | Nice Métropole Côte d'Azur ‏ | 16 نقطة      |              |
| 3                     | ألكسيس غوجيراد    | Cofidis                     | 14 نقطة      |              |
| 4                     | سيمون كار         | EF Education-EasyPost       | 14 نقطة      |              |
| 5                     | يجف دي بوندت      | Decathlon-AG2R La Mondiale  | 12 نقطة      |              |
|                       |                   |                             |              |              |
| مصدر: ProCyclingStats |                   |                             |              |              |

## تصنيف الفرق

### الفرق حسب الوقت
| تصنيف الفرق حسب الوقت | تصنيف الفرق حسب الوقت | تصنيف الفرق حسب الوقت | تصنيف الفرق حسب الوقت |
| الفريق                | الفريق                | الوقت                 |                       |
| --------------------- | --------------------- | --------------------- | --------------------- |
| 1                     | ديكاتلون لا مونديال   | 34 س 16 د 26 ث        |                       |
| 2                     | Groupama-FDJ          | + 24 ث                |                       |
| 3                     | Lotto Dstny           | + 41 ث                |                       |
| 4                     | EF Education-EasyPost | + 53 ث                |                       |
| 5                     | Cofidis               | + 1 د 55 ث            |                       |
|                       |                       |                       |                       |
| مصدر: ProCyclingStats |                       |                       |                       |

## تصانيف فرعية

### تصنيف أفضل شاب
| تصنيف أفضل شاب        | تصنيف أفضل شاب   | تصنيف أفضل شاب             | تصنيف أفضل شاب | تصنيف أفضل شاب |
| العداء                | العداء           | الفريق                     | الوقت          |                |
| --------------------- | ---------------- | -------------------------- | -------------- | -------------- |
| 1                     | Kévin Vauquelin ‏ | Arkéa-B&B Hotels           | 11 س 24 د 36 ث |                |
| 2                     | Alex Baudin ‏     | Decathlon-AG2R La Mondiale | + 52 ث         |                |
| 3                     | Jenno Berckmoes ‏ | Lotto Dstny                | + 54 ث         |                |
| 4                     | Axel Laurance ‏   | Alpecin-Deceuninck         | + 1 د 01 ث     |                |
| 5                     | Alec Segaert ‏    | Lotto Dstny                | + 1 د 29 ث     |                |
|                       |                  |                            |                |                |
| مصدر: ProCyclingStats |                  |                            |                |                |

## وصلات خارجية
- الموقع الرسمي
- لمحة عن سباق نجم بسجس 2024 على موقع  ProCyclingStats   (برو  سايكلنج  ستاتس) - إحصاءات  محترفي  الدراجات.
- نجم بسجس 2024 على موقع إحصائيات الدراجات الإحترافية (الإنجليزية)